# Força Aérea Venezuelana
A Força Aérea Venezuelana (em espanhol: Aviación Militar Bolivariana) é o ramo aéreo das Forças Armadas da Venezuela.
Os seus objetivos incluem proteger o espaço aéreo da Venezuela, contribuir para a manutenção da ordem interna, participar ativamente do desenvolvimento do país e garantir a integridade territorial e a soberania da nação.

## Fotos

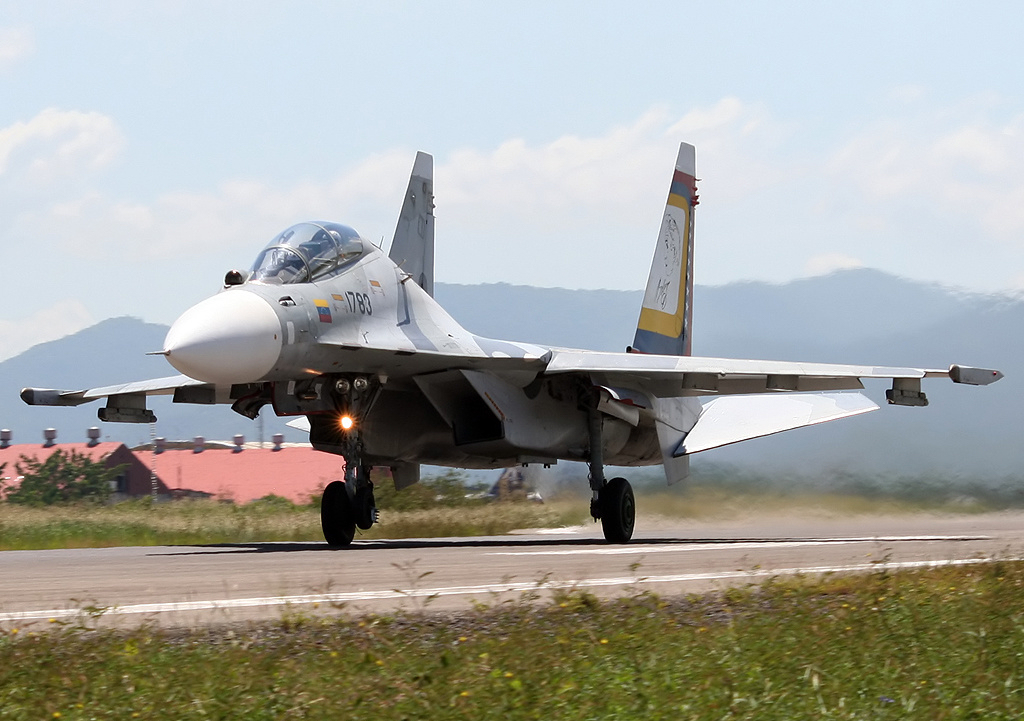
Um Su-30 da força aérea da Venezuela.
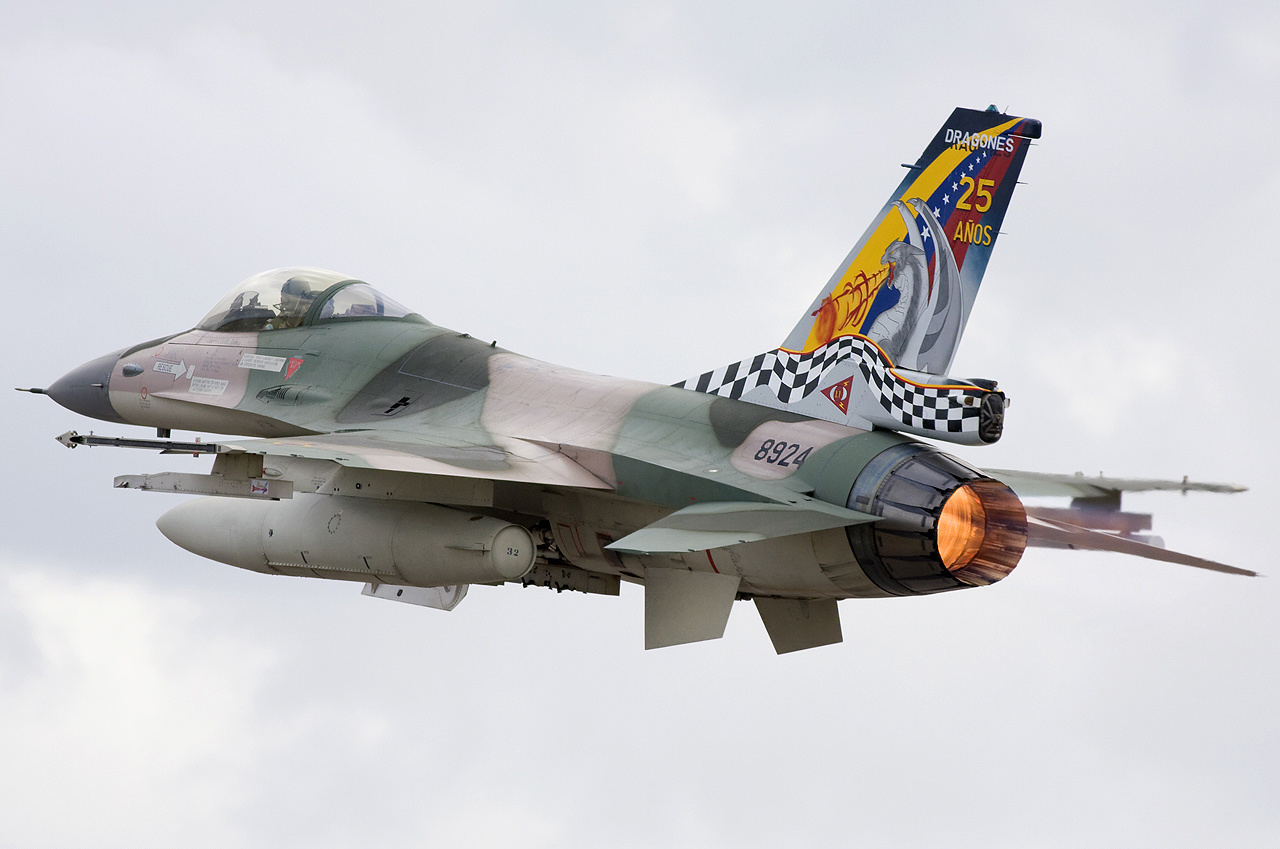
Um caça F-16 venezuelano.
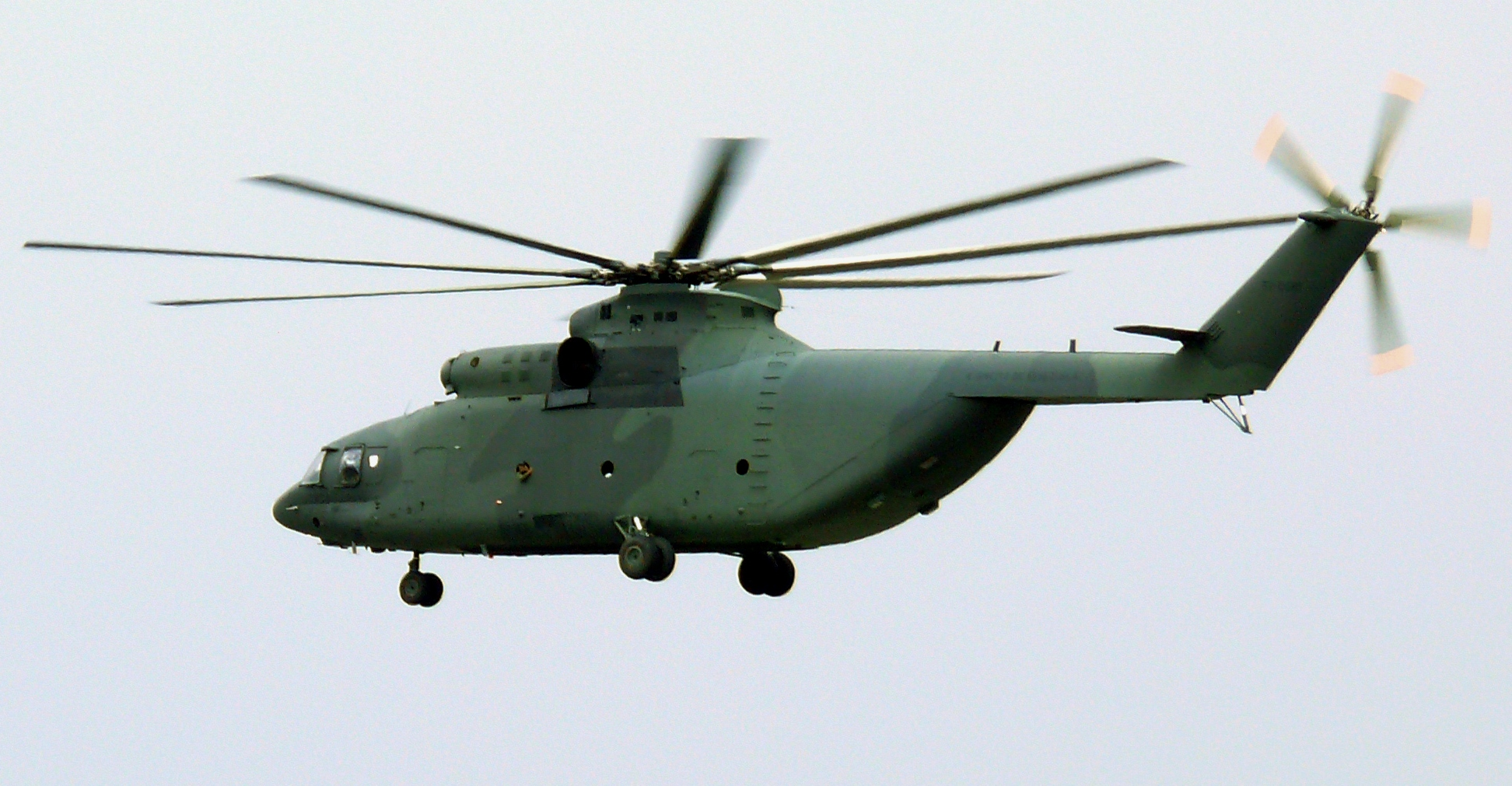
Um Mil Mi-26 da Venezuela.
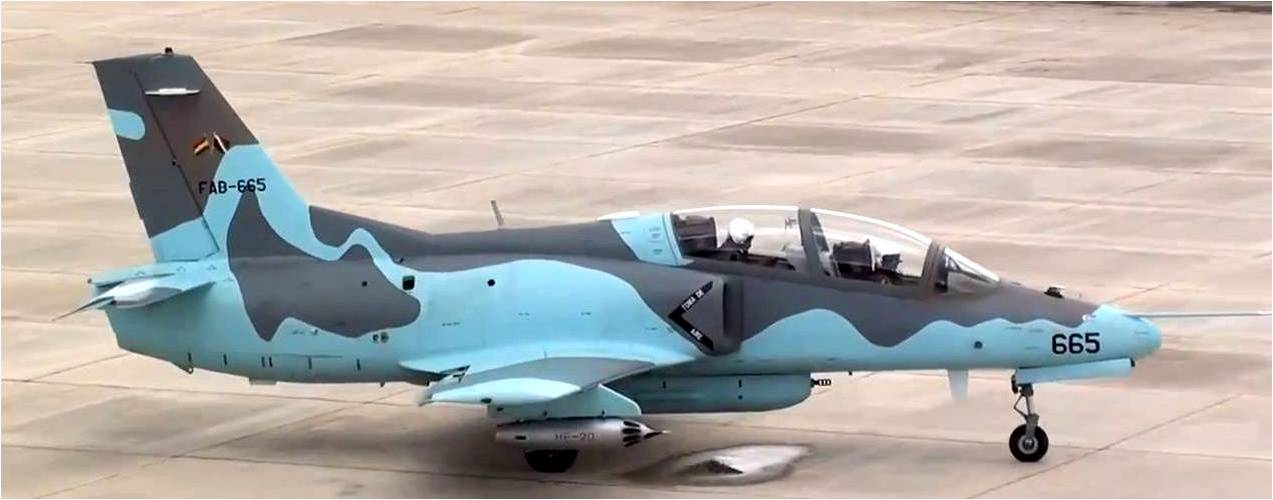
Um K-8.
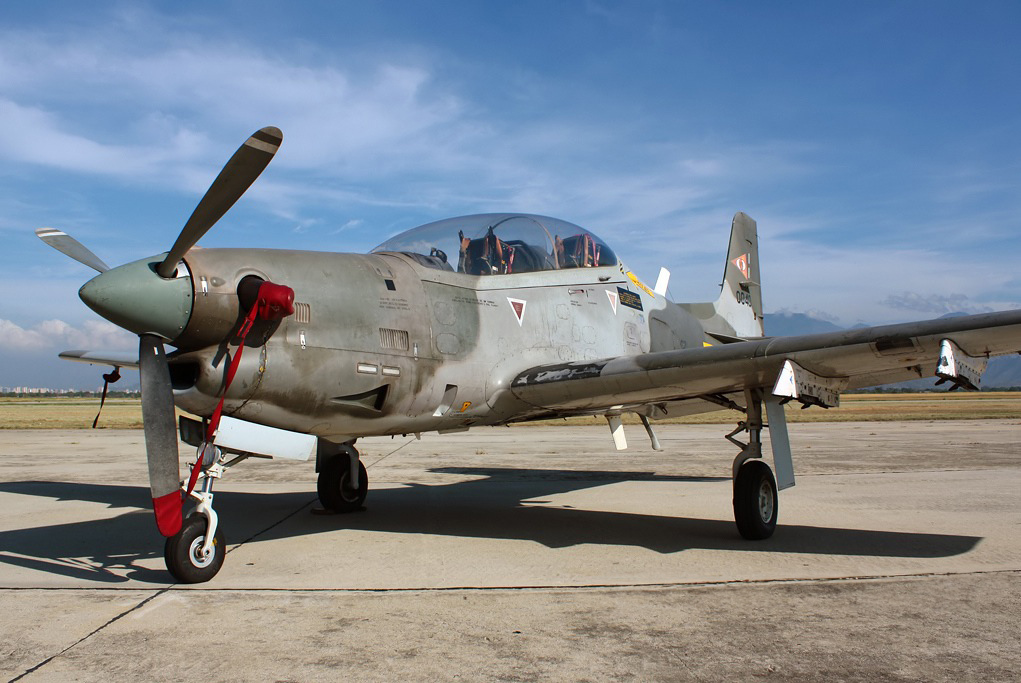
Um EMB-312 Tucano, fabricando pela Embraer, a serviço da força aérea venezuelana.
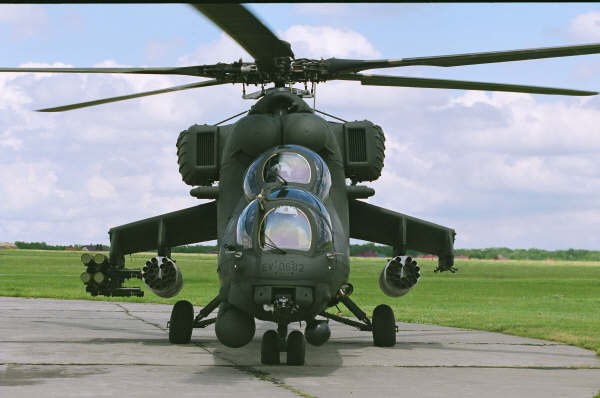
Um helicóptero Mi-35 da aviação militar venezuelana.
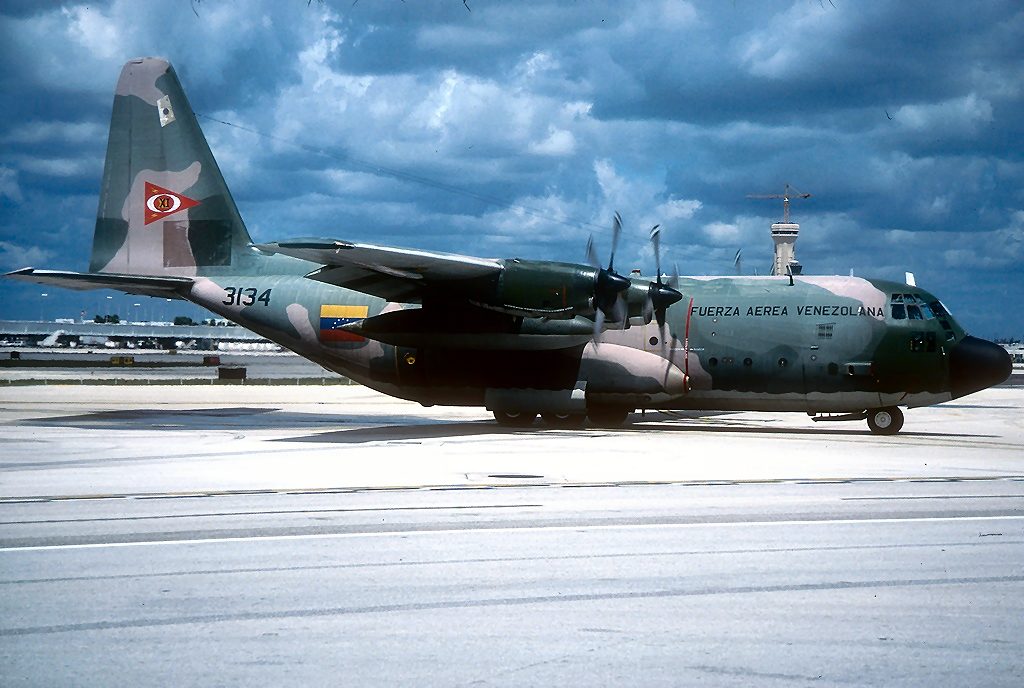
Um C-130 da Venezuela.
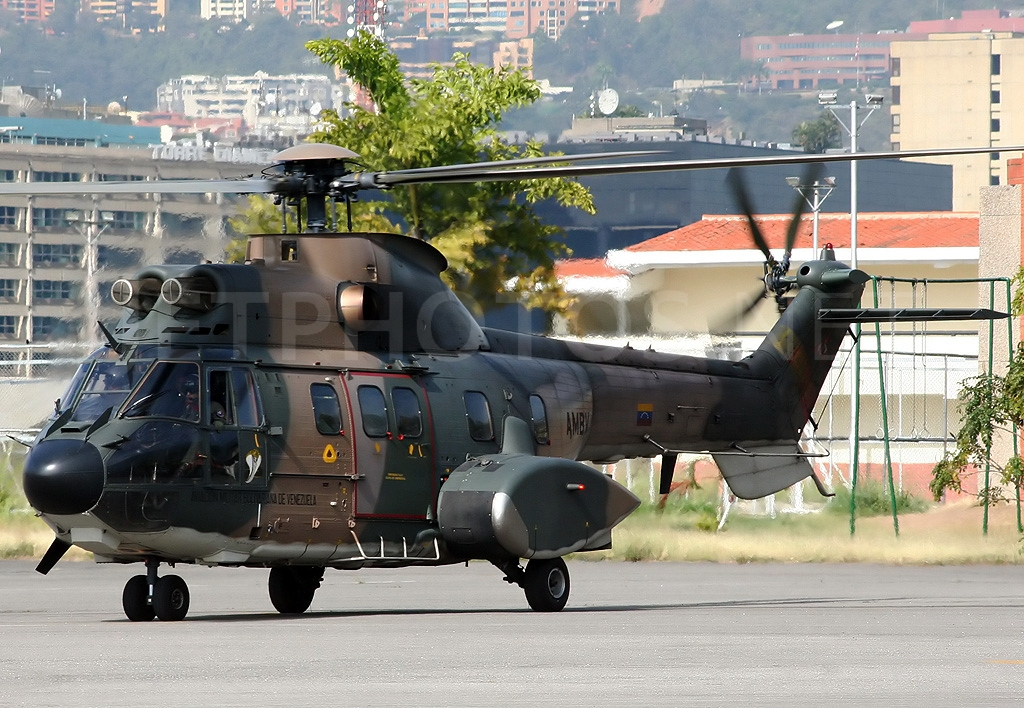
Um AS532.